# Ipomoea asplundii
Ipomoea asplundii är en vindeväxtart som beskrevs av O'donell. Ipomoea asplundii ingår i släktet praktvindor, och familjen vindeväxter. Inga underarter finns listade i Catalogue of Life.